# George Lyttelton (2e baron Lyttelton)
George Fulke Lyttelton, 2e baron Lyttelton (27 octobre 1763 - 12 novembre 1828), est un pair et un homme politique anglo-irlandais de la famille Lyttelton.

## Biographie
Il est le fils aîné de William Lyttelton (1er baron Lyttelton) et de sa première épouse, Martha Macartney. Entre 1798 et 1800, il représente Granard à la Chambre des communes irlandaise. Il succède à son père en tant que député de Bewdley en 1790 et à son titre et hérite de ses domaines à Hagley, Halesowen et Frankley en 1808. Il meurt célibataire. son demi-frère William Lyttelton (3e baron Lyttelton) lui succède.